# Liste des cours d'eau de la Tchéquie

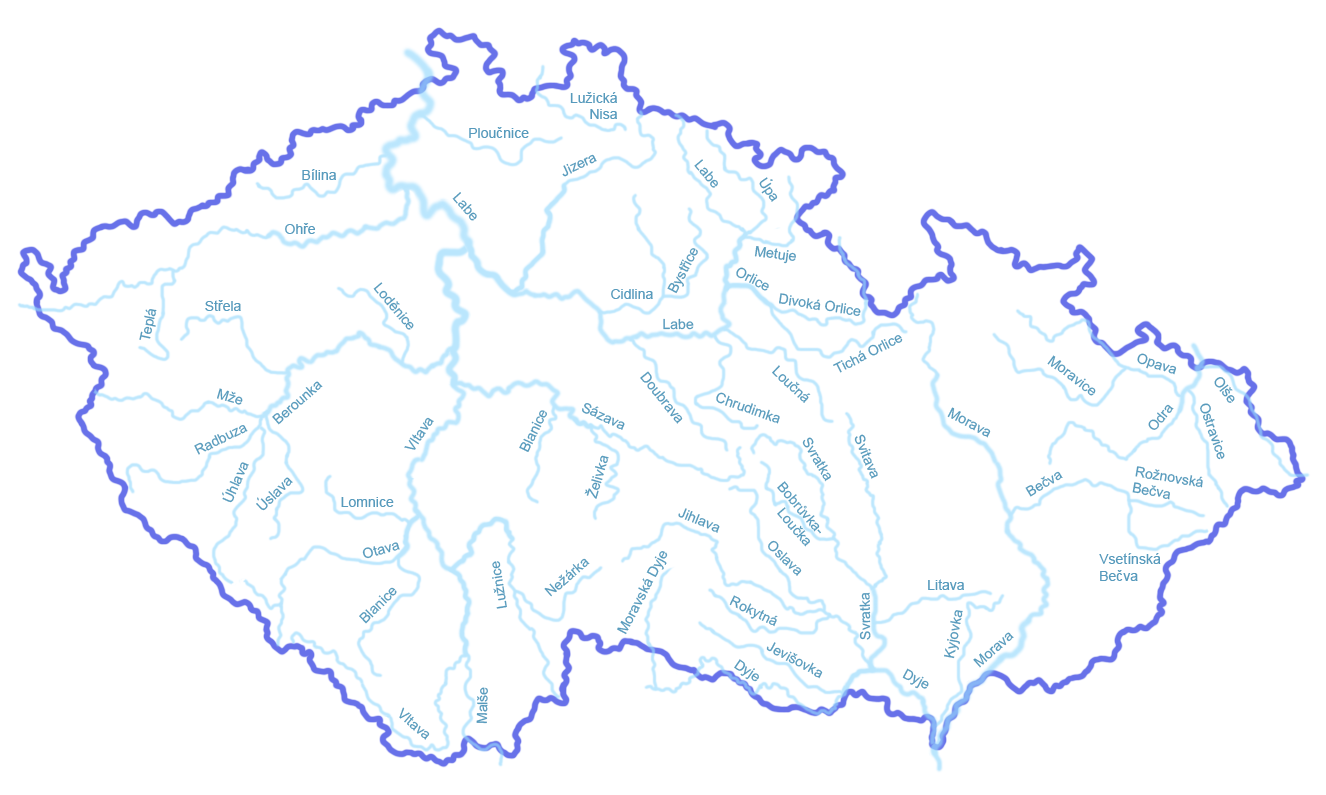
Carte

La langue tchèque distingue deux mots différents suivants la taille et l'importance d'un cours d'eau : "řeka" pour les plus grands et "potok" pour les plus petits. La plupart des noms propres ne contient pas la référence à ce vocabulaire mais il arrive qu'un cours d'eau possède un nom composé en fonction de sa nature ("Černý potok" pour rivière noire) ou de sa localisation ("Rakovnický potok" pour rivière de Rakovník). Ces noms composés sont utilisés comme un seul, le mots "potok" étant une partie inséparable de l'ensemble.

## Bassins-versants

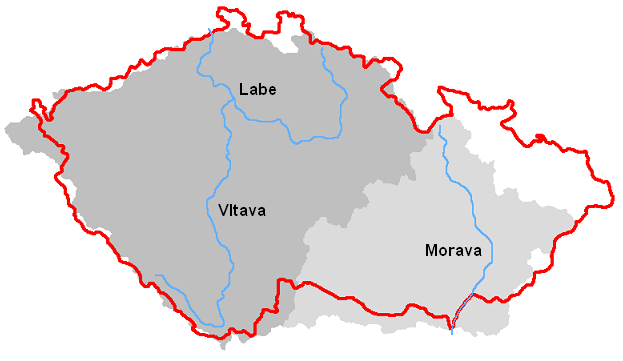
Carte des principaux bassins-versants du pays

La Tchéquie se trouve sur trois bassins-versants majeurs d'Europe, qui correspondent sommairement aux territoires de Bohême, de Moravie et de Silésie.
Près des deux tiers du drainage s'écoule vers le nord-ouest par l'Elbe vers la Mer du Nord. La Morava collecte les eaux de la partie est et se jette dans le Danube pour aller vers la Mer Noire. Une petite partie nord est intégrée au bassin de l'Oder et part dans la Mer Baltique.
Le tripoint correspondant à la jonction de ces bassins est situé dans les monts Śnieżnik.

## Bassin-versant de l'Elbe
- Elbe
  - Čistá
  - Úpa
    - Malá Úpa

  - Metuje
  - Orlice
    - Divoká Orlice
      - Bělá (Divoká Orlice) (de)

    - Tichá Orlice
      - Třebovka

  - Loučná
    - Desná (de)

  - Chrudimka
    - Okrouhlický potok
    - Podhůra
    - Novohradka
      - Krounda
      - Žejbro
      - Ležák

  - Strúha
  - Doubrava
    - Zlatý potok

  - Klejnárka
  - Bačovka
  - Cidlina
    - Javorka
      - Ohnišťanský potok

    - Bystřice
      - Bašnický potok

  - Mrlina
  - Šembera
  - Výrovka
  - Výmola
  - Jizera
    - Oleška
    - Kamenice
    - Mohelka

  - Vltava
    - Teplá Vltava
      - Řasnice (de)

    - Kalte Moldau
    - Malše
      - Stropnice

    - Čertík
    - Lainsitz
      - Dračice
      - Nežárka
        - Hamerský potok

      - Smutná

    - Otava
      - Vydra
      - Křmelná
      - Volyňka
        - Peklov

      - Blanice

    - Lomnice
      - Skalice

    - Sázava
      - Šlapanka
      - Želivka
      - Blanice

    - Berounka
      - Mže
      - Úhlava
      - Radbuza
      - Úslava
      - Klabava
      - Střela
      - Litavka

    - Botič
    - Rokytka

  - Ohře
    - Fleißenbach
    - Wondreb
    - Libocký potok
    - Svatava
    - Rolava
    - Teplá
    - Bystřice
    - Liboc
    - Chomutovka

## Bassin-versant de l'Oder
- Oder
  - Suchá
  - Jičinka
  - Lubina
  - Ondřejnice
  - Opava
    - Bílá Opava
    - Střední Opava (de)
    - Černá Opava
    - Opavice

  - Osobłoga
    - Prudnik

  - Ostravice
    - Bílá Ostravice
    - Černá Ostravice
    - Morávka
      - Müglitz

    - Olešná
    - Lučina

  - Olza
    - Lomná

## Bassin-versant du Danube

### Bassin-versant de laMorava
- Morava
  - Desná
  - Moravská Sázava
    - Březná

  - Třebůvka
    - Jevíčka

  - Oskava
  - Bečva
    - Vsetínská Bečva
      - Senice

    - Rožnovská Bečva
    - Juhyně

  - Blata
  - Romže
  - Haná
    - Svodnice (de)
    - Moštěnka
      - Malá Bečva
      - Bystrička

  - Dřevnice
  - Olšava
  - Velička
  - Thaya
    - Thaya morave
    - Želetavka
      - Blatnice

  - Jevišovka
  - Svratka
    - Bystřice (de)
    - Hodonínka
    - Loučka
      - Bobrůvka
      - Libochůvka

    - Bítýška (de)
    - Svitava
    - Bobrava
    - Litava (de)
    - Jihlava
      - Třesťský potok
      - Jihlávka
      - Brtnice
      - Oslava
      - Rokytná

  - Stínkova Pradlenka
  - Trkmanka
    - Haraska

  - Kyjovka
    - Prušánka

  - Svodnice (de)

## Source
- (de) Cet article est partiellement ou en totalité issu de l’article de Wikipédia en allemand intitulé « Liste der Flüsse in Tschechien » (voir la liste des auteurs).